# Cipari (onderdistrict)
Cipari is een onderdistrict (kecamatan) in het regentschap Cilacap in de Indonesische provincie Midden-Java op Java, Indonesië.

## Verdere onderverdeling
Het onderdistrict Cipari is anno 2010 verdeeld in 11 desas, plaatsen en dorpen:
| Plaats code | Naam kelurahan, plaatsen en dorpen | Inwoners in 2010 |
| ----------- | ---------------------------------- | ---------------- |
| 001         | Serang                             | 4.242            |
| 002         | Mulyadadi                          | 5.099            |
| 003         | Cipari                             | 7.578            |
| 004         | Segaralangu                        | 6.266            |
| 005         | Karangreja                         | 3.018            |
| 006         | Kutasari                           | 5.147            |
| 007         | Pegadingan                         | 4.196            |
| 008         | Cisuru                             | 5.059            |
| 009         | Mekarsari                          | 4.148            |
| 010         | Sidasari                           | 4.152            |
| 011         | Caruy                              | 4.812            |